# Kino Stolica (Skierniewice)
Kino Stolica — kino w Skierniewicach w woj. łódzkim, obecnie nieistniejące. Kino Stolica znajdowało się przy obecnej ulicy Senatorskiej.
W latach sześćdziesiątych kino było najbardziej obleganą placówką kulturalną w Skierniewicach. Kino było ogrzewane piecami kaflowymi, natomiast toalety znajdowały się na zewnątrz budynku. Kino nie posiadało sceny, był tylko ekran usytuowany bezpośrednio na ścianie przed widownią.
Tradycją Kina Stolica były poranki dla dzieci, podczas których wyświetlano bajki, np. Bolek i Lolek, Przygody Misia Colargola. Pierwszym filmem długometrażowym był amerykański film Mechagodzilla. Głównym kinooperatorem był Wojciech Podwysocki.
Kino Stolica istniało do czerwca 1984 r.